# نورث بول
نورث بول (بالإنجليزية: North Pole, Alaska)‏ هي مدينة تقع في ولاية ألاسكا في الولايات المتحدة. تبلغ مساحة هذه المدينة 10.9 (كم²)، وترتفع عن سطح البحر م، بلغ عدد سكانها 2226 نسمة في عام 2010 حسب إحصاء مكتب تعداد الولايات المتحدة.

## التركيبة السكانية
حدّد مكتب تعداد الولايات المتحدة بيانات التركيبة السكانية لنورث بول في تعداد الولايات المتحدة. في ما يلي، التركيبة السكانية حسب تعدادي 2000 و2010.

### تعداد عام 2000
بلغ عدد سكان نورث بول 1,570 نسمة بحسب تعداد عام 2000، وبلغ عدد الأسر 605 أسرة وعدد العائلات 382 عائلة مقيمة في المدينة. في حين سجلت الكثافة السكانية 147.8 نسمة لكل كيلومتر مربع (382.8/ميل2). وبلغ عدد الوحدات السكنية 653 وحدة بمتوسط كثافة قدره 61.5 لكل كيلومتر مربع (159.3/ميل2).
وتوزع التركيب العرقي للمدينة بنسبة 80.96% من البيض و5.67% من الأمريكيين الأفارقة و3.57% من الأمريكيين الأصليين و2.61% من الأمريكيين ذوي الأصول الآسيوية و0.45% من سكان جزر المحيط الهادئ و1.15% من الأعراق الأخرى و5.61% من عرقين مختلطين أو أكثر و3.76% من الهسبانيون أو اللاتينيون من أي عرق.
بلغ عدد الأسر 605 أسرة كانت نسبة 41% منها لديها أطفال تحت سن الثامنة عشر تعيش معهم، وبلغت نسبة الأزواج القاطنين مع بعضهم البعض 47.9% من أصل المجموع الكلي للأسر، ونسبة 11.4% من الأسر كان لديها معيلات من الإناث دون وجود شريك، بينما كانت نسبة 3.8% من الأسر لديها معيلون من الذكور دون وجود شريكة وكانت نسبة 36.9% من غير العائلات. تألفت نسبة 26.9% من أصل جميع الأسر من عدة أفراد يعيشون في نفس المنزل ونسبة 4.6% كانت تتألف من شخص يعيش بمفرده يبلغ من العمر 65 عاماً أو أكثر. وبلغ متوسط حجم الأسرة المعيشية 2.58، أما متوسط حجم العائلات فبلغ 3.19.
بلغ العمر الوسطي للسكان 28.8 عاماً. وكانت نسبة 29.8% من القاطنين تحت سن الثامنة عشر، وكانت نسبة 13.1% بين الثامنة عشر والرابعة والعشرين عاماً، ونسبة 33.3% كانت واقعةً في الفئة العمرية ما بين الخامسة والعشرين والرابعة والأربعين عاماً، ونسبة 18.2% كانت ما بين الخامسة والأربعين والرابعة والستين، ونسبة 5% كانت ضمن فئة الخامسة والستين عاماً فما فوق. يوجد لكل 100 أنثى 109.5 ذكر، ويوجد لكل 100 أنثى في الثامنة عشر من عمرها فما فوق 113.5 ذكر.
بلغ متوسط دخل الأسرة في المدينة 44,583 دولارًا، أما متوسط دخل العائلة فبلغ 54,583 دولارًا. وكان متوسط دخل الذكور 32,917 دولارًا مقابل 27,240 دولارًا للإناث. وسجل دخل الفرد الخاص بالمدينة 21,426 دولارًا. وكانت نسبة 6.2% من العائلات ونسبة 8.7% من السكان تحت خط الفقر، وكان من هؤلاء نسبة 9.8% تحت سن الثامنة عشر ونسبة 22.6% في الخامسة والستين من العمر وما فوق.

### تعداد عام 2010
بلغ عدد سكان نورث بول 2,117 نسمة بحسب تعداد عام 2010، وبلغ عدد الأسر 828 أسرة وعدد العائلات 547 عائلة مقيمة في المدينة. في حين سجلت الكثافة السكانية 199.3 نسمة لكل كيلومتر مربع (516.2/ميل2). وبلغ عدد الوحدات السكنية 916 وحدة بمتوسط كثافة قدره 86.3 لكل كيلومتر مربع (223.5/ميل2).
وتوزع التركيب العرقي للمدينة بنسبة 79.64% من البيض و5.43% من الأمريكيين الأفارقة و3.35% من الأمريكيين الأصليين و4.02% من الأمريكيين ذوي الأصول الآسيوية و0.09% من سكان جزر المحيط الهادئ و1.04% من الأعراق الأخرى و6.42% من عرقين مختلطين أو أكثر و6.14% من الهسبانيون أو اللاتينيون من أي عرق.
بلغ عدد الأسر 828 أسرة كانت نسبة 40.8% منها لديها أطفال تحت سن الثامنة عشر تعيش معهم، وبلغت نسبة الأزواج القاطنين مع بعضهم البعض 51.1% من أصل المجموع الكلي للأسر، ونسبة 10.6% من الأسر كان لديها معيلات من الإناث دون وجود شريك، بينما كانت نسبة 4.3% من الأسر لديها معيلون من الذكور دون وجود شريكة وكانت نسبة 33.9% من غير العائلات. تألفت نسبة 27.5% من أصل جميع الأسر من عدة أفراد يعيشون في نفس المنزل ونسبة 4.6% كانت تتألف من شخص يعيش بمفرده يبلغ من العمر 65 عاماً أو أكثر. وبلغ متوسط حجم الأسرة المعيشية 2.54، أما متوسط حجم العائلات فبلغ 3.13.
بلغ العمر الوسطي للسكان 29.7 عاماً. وكانت نسبة 29% من القاطنين تحت سن الثامنة عشر، وكانت نسبة 11.9% بين الثامنة عشر والرابعة والعشرين عاماً، ونسبة 32.2% كانت واقعةً في الفئة العمرية ما بين الخامسة والعشرين والرابعة والأربعين عاماً، ونسبة 22% كانت ما بين الخامسة والأربعين والرابعة والستين، ونسبة 5% كانت ضمن فئة الخامسة والستين عاماً فما فوق. وتوزع التركيب الجنسي للسكان بنسبة 50.6% ذكور و49.4% إناث.

## أعلام
- جوش بلاكبيرن

## وصلات خارجية
- www.northpolealaska.com
- Community Information